# Битка код Зеле
Битка код Зеле био је оружани сукоб 47. године п. н. е. између Римске републике, предвођене Јулијом Цезаром, и Понтске краљевине, на челу са Фарнаком II. Ово је битка у којој је Цезар изговорио познату реченицу Veni, vidi, vici (дођох, видех, победих).